# Як-26
Як-26 (за класифікацією НАТО: Flashlight — «Ліхтарик») — малосерійний надзвуковий бомбардувальник ОКБ-115 О. С. Яковлева. Створений на базі Як-25Р для доставки до цілі тактичної атомної бомби 8У49 «Наташа» потужністю 40 кт і масою 450 кг. Перший в СРСР надзвуковий фронтовий бомбардувальник.

## Історія
Перший політ Як-123/1 здійснив весною 1956 року і у червні був переданий на державні іспити, котрі не пройшов. Але ще до першого польоту літака було прийняте рішення про випуск серії з 10 машин. Після суттєвих доопрацювань і заміни двигунів на РД-9Ф, до кінця 1957 року, літак пройшов іспити (брали участь вже 3 літаки), підтвердивши заявлені характеристики. До початку 1958 року вже виходив на випробування Як-28, тому роботи по Як-26 були припинені.

## Тактико-технічні характеристики Як-26-3

### Технічні характеристики
- Екіпаж: 2 людини
- Довжина: 17,16 м
- Розмах крила: 10,964 м
- Площа крила: 28,94 м²
- Маса
  - Пустого: 7295 кг
  - Максимальна злітна: 11500 кг
- Двигуни: 2 ТРД РД-9АК
- Тяга: 2×2000 кгс

### Льотні характеристики
- Максимальна швидкість: 1230 км/год
- Дальність польоту: 2050 км
- Практична стеля: 15 100 м

### Озброєння
- Стрілецько-гарматне: чотири 23-мм гармати з 1200 патронами
- Бомбове: 8×ФАБ-100, 4×ФАБ-250, 2×ФАБ-500, РДС-4, 8У49. У перевантаження: 8×ФАБ-250, 2×ФАБ-250 + 2×ФАБ-500, ФАБ-1500
- Некероване: НКРСи: 2×АРС-240, 4×КАРС-212, 12×КАРС-160, 125×ТРС-82, 8×ТРС-212, 30×ТРС-132, 140×КАРС-57